# Weight of the False Self
Weight of the False Self är det amerikanska hardcorepunkbandet Hatebreeds åttonde studioalbum, utgivet i november 2020 på Nuclear Blast Records i USA och Europa.
Albumet var bandets sista med basisten Chris Beattie, som lämnade Hatebreed under 2024.
En musikvideo spelades in till "Instinctive (Slaughterlust)".

## Låtlista
1. "Instinctive (Slaughterlust)" – 2:52
2. "Let Them All Rot" – 2:45
3. "Set It Right (Start with Yourself)" – 2:45
4. "Weight of the False Self" – 2:43
5. "Cling to Life" – 3:07
6. "A Stroke of Red" – 3:16
7. "Dig Your Way Out" – 2:15
8. "This I Earned" – 3:05
9. "Wings of the Vulture" – 2:41
10. "The Herd Will Scatter" – 3:06
11. "From Gold to Gray" – 2:53
12. "Invoking Dominance" – 3:18

## Medverkande

### Musiker
- Jamey Jasta – sång
- Wayne Lozinak – leadgitarr
- Frank Novinec – rytmgitarr
- Chris Beattie – basgitarr
- Matt Byrne – trummor